# باوريد
باوريد (بالإنجليزية: Powerade)‏ وهو مشروب رياضي ينتج بواسطة شركة كوكا كولا، تأسست الشركة في سنة 1988 في الولايات المتحدة وقَد تَم إنشائهُ في البداية لأجل منافسة غاتوريد المُنتج من قِبل بيبسي وفي ديسمبر 2010 وصلت مبيعات باوريد إلى 21% من مبيعات الولايات المتحدة بَينَما وَصَلَتْ مبيعات غاتوريد إلى 77%، في 2009 أنتجت باوريد آي أو إن 4 حيث وضعت فيها 4 إلكترليتات بنَفس النِسبة مع تخفيض نسبَة العَرَقْ، بيبيسكو قاضت كوكا كولا بِعد إعلانها أن مشروب غاتوريد ليس كاملاً وألتي كانت تحتوي على 2 إلكتروليت، فقال القَضاء بأن نكهة باوريد لا تطول في الفم، بيبسي أيضاً حاولت الإدعاء بان باوريد فيهِ أضرار لَكن ببسيكو فَشل بإثبات هذا الإدعاء.